# Государственный университет Тетова
Тетовский государственный университет (макед. Тетовски државен универзитет, алб. Universiteti Shtetëror i Tetovës) — университет в Тетово, Северная Македония. Является одним из четырёх государственных университетов в Северной Македонии. Был основан 4 июня 1994 года как первое высшее учебное заведение на албанском языке в Северной Македонии. Ректор университета — доктор Вуллнет Амети, курсы в университете ведутся на македонском, албанском и английском языках.

## История
Тетовский государственный университет был основан 4 июня 1994 года по инициативе албанского культурного общества Республики Македонии как Университет Тетово. Первые лекции состоялись 16-17 февраля 1995 года в Порое и Речице.

## Факультеты и кафедры
- Факультет экономики
- Юридический факультет
- Факультет прикладных наук
- Факультет изобразительных искусств
- Факультет математики и естественных наук
- Факультет философии
- Факультет филологии
- Медицинский факультет
- Факультет пищевых технологий
- Факультет физического воспитания
- Факультет делового администрирования
- Факультет сельского хозяйства и биотехнологии
- Педагогический факультет